# محسن السقاف
 محسن علوي شيخان السقاف أحد رواد التعليم والمسرح في اليمن وعضو مجلس كبار العلماء في السلطنة القعيطية.

## نشأته
ولد في المكلا، السلطنة القعيطية، حضرموت في بداية عشرينات القرن العشرين الميلادي، تخرج من مدرسة الدباغ بالمكلا.
قرر الاستقلال بنفسه وابتعد عن مجال التجارة الذي كان يعمل به والده (برغبة ملحة من والده نفسه).
تلقى دورة للتأهيل على يد الشيخ القدال، أحد رواد المعارف في السلطنة القعيطية.
أسس مع شقيقه محمد السقاف «المدرسة الأهلية» مع بداية العقد الخامس من القرن العشرين الميلادي.
انحسر نشاطه العام ودوره في ريادة التعليم بعد استلام الاشتراكيين الشيوعيين السلطة من البريطانيين سنة 1967م.

## المكلا في بدايات القرن الماضي
كانت المكلا في بداية القرن الماضي هي عاصمة السلطنة القعيطية (حتى 1967 م)و التي كانت إحدى المحميات البريطانية، وبالرغم من أنها كانت تعد أكثر تطوراً من باقي أجزاء اليمن (باستثناء مستعمرة عدن البريطانية)، إلا إنها بصورة عامة كان متأخرة إذا ما قورنت بعواصم عربية أخرى.
كان التعليم الديني المعتمد على المذهب الشافعي هو الغالب في ذلك الوقت، والمواطنون معظمهم من الصيادين الفقراء وهناك قلة من التجار الأثرياء المثقفين ثقافة دينية تقليدية (كان منهم والد محسن السقاف).
لم يكن هناك في المكلا صحف تذكر باستثناء القليل المتواضع ولاإذاعات ولا دور سينما أو مسرح بالمعنى المعروف ولا مستشفيات بمعناها الحديث. لم يكن الفقراء يُقبلون على تعليم أولادهم لضيق ذات اليد، وكانت بالتالي فرص هؤلاء الأبناء في التعليم والحصول على فرص أفضل محدودة، إن لم تكن معدومة. نشأ محسن السقاف في ظل هذا الجو ولكن في أسرة ميسورة الحال وفي بيت علم، ويمكنك بالتالي تفهم مدى الصعوبة التي واجهها وهو يحاول تغيير بعض العادات والأعراف التي تجمد عندها الكثيرون.

## نشاطه في خدمة المجتمع
المدرسة الأهلية.... التأسيس والأهداف
كان غرض محسن السقاف وشقيقه الأكبر محمد من تأسيس المدرسة الأهلية خدمة المجتمع المحلي في منطقة المكلا، فكان ظهور المدرسة للوجود كمؤسسة خاصة مستقلة غير حكومية ولا تهدف لتحقيق الربح وتسعى لتعليم أبناء غير القادرين، خطوة غير مسبوقة وغير تقليدية بمعايير ذلك الوقت، باستثناء مدرسة الدباغ التي تخرج فيها محسن السقاف وشقيقه محمد والتي أغلقها البريطانيون قبل ذلك بفترة.
أعتبرت المدرسة الأهلية بالمكلا، مؤسسة شمولية النشاط، فلم يكن الغرض من إنشائها مجرد تلقين الطلاب العلوم المدرسية التقليدية، بل كان الهدف خلق جيل جديد من المتعلمين تعليماً حديثاُ والمنفتحين على التطورات الجارية في العالم وهو ما لم يرض عنه بعض المتنفذين في الحكومة.
أعتمد محسن السقاف على مناهج التعليم المصرية للتدريس في المدرسة الأهلية مما زاد من جاذبيتها لدى الكثيرين، بينما كانت المدارس الحكومية تتبع المنهج السوداني، وقد أعتمدت السلطات المصرية الشهادة التي تمنحها المدرسة بعد ثورة 23 يوليو 1952 م. كما حظيت المدرسة بتعاطف نسبي من الدولة وخاصة خلال الفترة التي تولى فيها محمد عبد القادر بافقيه نظارة المعارف في السلطنة القعيطية والذي كان أول وزير للتربية بعد الاستقلال.
كان النظام المتبع في المدرسة يشبه إلى حد كبير نظام اليوم الدراسي الكامل المعتمد حالياً في بعض المدارس غربية النظام، وكان هناك اهتمام بتأهيل الطلاب لمتطلبات سوق العمل وهي الوظائف الحكومية والتي تحتاج لمهارات خاصة في اللغة العربية والحساب وعلوم الدين.
أبرز الخريجين
من أبرز خريجي المدرسة الأهلية: السيد حسين محمد بن الشيخ أبوبكر مساعد وزير السلطنة القعيطية والدكتور عبدالرب إدريس وإبراهيم السقاف وشقيقه عيدروس أبناء شقيق محسن الأكبر (محمد) وحمزة السقاف وشقيقه د. عباس والأستاذ محمد سالم باشريف والشيخ محمد محفوظ باني والشيخ علي سعيد بكير والدكتور عبد اللاه عبد الله بامطرف وغيرهم من المهنيين ورجال الأعمال ممن أصبحوا يعملون في دول الخليج العربي والمملكة العربية السعودية.
محاولات الاحتواء
وقد عرض المستشار البريطاني في المكلا عن طريق وسيط تقديم الدعم المادي للمدرسة، إلا إن محسن السقاف وشقيقه محمد رفضا ذلك الدعم باعتبار أن المدرسة تنتمي إلى الشعب ولكي لا يؤثر ذلك على استقلاليتها، وقد أحترم ذلك الموقف الشيوعيون بعد استلامهم السلطة وأطلقوا على المدرسة اسم مدرسة الشعب.
اليوبيل الفضي
في سنة 1964 م، أحتفلت المدرسة الأهلية باليوبيل الفضي لتأسيسها، وقد تجاوز الاحتفال إمكانيات المدرسة المالية لضخامته.حيث نُظم الحفل في ساحة القصر السلطاني وجرى تنظيم عرض للطلاب تقدمته موسيقى الجيش وسط حضور جماهيري كبير من المواطنين، وقد حضر الاحتفال السيد / أحمد العطاس رئيس الحكومة، وصالح بن يسلم بن صميدع قائد الجيش.

## المدرسة الأهلية... المبادرة الأولى لمحو الأمية
حرص محسن السقاف على أن تقوم المدرسة بتقديم دورات مسائية مجانية لمحو الأمية بين الكبار، وكان وشقيقه يبذلان الكثير من الجهد والوقت بل والمال لتشجيع الكبار من أبناء المكلا على محو أميتهم.
ويعد مشروع محو الأمية في المدرسة الأهلية بالمكلا هو المشروع الرائد والأول من نوعه في اليمن كلها.

## رائد المسرح في اليمن
ساهم محسن السقاف في إنتاج وإخراج عدد كبير من المسرحيات العالمية في المكلا منذ بداية الخمسينات من القرن الماضي وحتى نهاية الستينات في خطوة غير مسبوقة في اليمن، وأعتمد في تقديمها على أعضاء نادي الخريجين في المدرسة الأهلية وعلى طلاب مدرسته كممثلين، وقد قوبل برفض ومحاربة بعض المسؤولين لما كان يقدمه من مسرحيات تاريخيه لم تكن تروق لهم.
وبصورة عامة يمكن القول أنه كان يوجد ترحيب شعبي من الناس لهذه الخطوة، وكانت العروض المسرحية التي يقدمها محسن السقاف تشهد إقبالاً من جميع طبقات المجتمع.

## مسرح محسن السقاف
كان محسن السقاف يقوم بتقديم مسرحياته على «مسرح القصر السلطاني» بالمكلا ويقوم بإخراجها وتصميم ديكوراتها بنفسه، وكان يحاول دائماً التجديد في شكل العروض إلى درجة الاستعانة بمؤثرات حية مثل الجمال وغيرها، كما كان لديه مخزن كبير لإكسسوارات الممثلين والديكورات، وكانت بروفات العروض تستمر لمدة شهرين قبل الافتتاح.
شاركه في إخراج بعض المسرحيات أحمد العطاس والذي كان قد درس الفنون في دولة البحرين وكان يعمل وقتها مترجماً في المحكمة ورئيساً للجوازات (فيما بعد أصبح أول وأخر رئيس حكومة وطني في السلطنة القعيطية والتي استعانت قبله برؤساء حكومات من عمان والسودان).

## أشهر عروضه المسرحية
أنتج وأخرج محسن السقاف مختلف أشكال المسرح من التراجيديا إلى الكوميديا، فقدم مسرحيات كلاسيكية مثل:
- مسرحية تاجر البندقية لوليام شكسبير
- مسرحية عنترة لأحمد شوقي
كما قام بكتابة وإخراج بعض المسرحيات مستلهماً فيها التاريخ الإسلامي مثل مسرحية «نجلاء بنت الإخشيد» وغيرها من المسرحيات التاريخية.
بالإضافة إلى المسرحيات الكلاسيكية والتاريخية قام محسن السقاف بكتابة وإخراج عدد من المسرحيات الكوميدية باللهجة المحلية والتي تعالج بعض المشكلات الاجتماعية.

## مسرحية «غرام وانتقام في قصر معاوية»
منعت السلطات مسرحية «غرام وانتقام في قصر معاوية»، التي كتبها محسن السقاف وأخرجها، في يوم افتتاحها للعرض العام، بسبب اعتراضات بعض المتشددين في الحكومة لتناولها سيرة حياة الإمام الحسين بن علي وموقفه من الأمويين.
قد أحدث هذا المنع ضجة كبيرة وقتها، ونظرت المحكمة برئاسة رئيس القضاة الذي هو رئيس هيئة كبار العلماء في قرار المنع وأقرته في النهاية ولم تعرض المسرحية.

## نشاطه خارج اليمن
قام محسن السقاف بزيارة دولة الكويت في الستينات من القرن الماضي حيث التقى بالشاعر والأديب والديبلوماسي الكويتي، يمني الأصل، أحمد السقاف وأستطاع الحصول على دعم من الحكومة الكويتية للمدرسة الأهلية بالمكلا وهو ما مكن المدرسة من مواصلة نشاطها.
كما قام قبل ذلك بزيارة المملكة العربية السعودية لآداء فريضة الحج وللحصول على دعم من كبار التجار الحضارم للمدرسة.

## تأميم المدرسة الأهلية
بعد تسلم الشيوعيين زمام السلطة في اليمن الجنوبي سنة 1967 م، جرى تأميم المدرسة الاهلية في المكلا كما تم تأميم معظم ممتلكات عائلة محسن السقاف الأخرى وجرت حملة إرهاب طالت الكثيرين وهو ما أدى إلى اعتزاله العمل العام مجبراً. لم يغير من الأمر شيء انتهاء الفترة الشيوعية بعد الوحدة مع اليمن الشمالي سنة 1990م وقيام الجمهورية اليمنية حيث كان السقاف قد أصابه السأم من تردي الأوضاع.

## وضعه بين العلماء من جيله
ساهم محسن السقاف بدور إيجابي في خدمة المجتمع مع رجالات من علماء الدين واختير عضواً في مجلس كبار العلماء وكان واحداً من أنشطهم. مجلس كبار العلماء كان يعد مجلساً للفتوى يبت في كثير من القضايا التي تشكل على المحاكم والقضايا الاجتماعية أيضاً.
كما كان محسن السقاف دائم الحضور لمجلس السلطان صالح القعيطي ضمن علماء المكلا ومثقفيها حيث كان يدار نقاش حول قضايا الساعة المحلية والعالمية.(السلطان صالح القعيطي: سلطان السلطنة القعيطية وعالم متنور له مؤلفات قيمة).

## شخصيته
كان محسن السقاف مثقفاً رفيع المستوى واسع الإطلاع منفتحاً على جميع الثقافات وقارئاً نهماً، وضمت مكتبته الخاصة آلاف الكتب في مختلف فروع العلم والثقافة والمعرفة بالإضافة إلى الكتب والمخطوطات الدينية القيمة.
ومن الجوانب المهمة في شخصيته هي تقبله لإنجازات الحضارة الغربية دون أن يجد أي تعارض بينها وبين قناعته الدينية لفهمه الصحيح لمفاهيم الدين، حيث أمتاز بتقبله للأخر سواءً كان هذا الأخر دينياً أو مذهبياً أو عرقياً أو حضارياً قبل تبلور معنى هذا المصطلح بعقود، وقد نشأ أبناؤه على هذه القيم.
و لا يمكن إغفال جانب المرح في شخصيته، حيث عُرف عنه حبه للفكاهه والأجواء المرحة المنطلقة وحبه للاستماع إلى الموسيقى بمختلف أنواعها ومشاهدة الأفلام السينمائية.
وعندما أصبح هناك مجالٌ لعرض الأفلام السينمائية في البلاد كان من بين النخبة المختارة لمراقبة الأفلام قبل عرضها لإجازتها وكانت الرقابة تتكون في ذلك الوقت من العلماء ورجال الدين.
ومن أبرز أبناء جيله سعيد عوض باوزير المؤرخ المعروف وعمر أحمد باحشوان ناظر (وزير) المعارف وحسين محمد البار الأديب والشاعر والصحفي المعروف.

## أبناؤه
حرص محسن السقاف على تعليم أبنائة تعليماً عالياً على الطريقة الحديثة كما نهلوا من مكتبته الخاصة الكثير، ووفر لهم كل الأدوات الثقافية المتاحة في ذلك الوقت، حيث كان يستجلب لهم أحدث إصدرات الكتب والمجلات والصحف من دور النشر المصرية واللبنانية بالإضافة إلى تشجيعه لهم على الاستماع إلى محطات الإذاعة والموسيقى في وقت كان يستهجن فيه الكثيرون هذا، ولم يعترض على استكمال تعليمهم الجامعي خارج اليمن وهم في مراحل عمرية صغيرة.
وله من الأبناء ثلاثة وهم:
- أسماء السقاف: كانت مقيمة في المكلا وتوفت في 12 أغسطس 2014.
- عباس السقاف: طبيب وجراح عام أقام بصنعاء خلال فترة عمله ودرس الطب في العراق وقد تزوج من طبيبة يمنية ولا أبناء له، قضى آخر أيامه في المكلا بجانب شقيقته أسماء، توفي في مايو 2014.
- حمزة السقاف: صحفي ومحلل سياسي وقد هاجر إلى مصر منذ ستينات القرن الماضي وقد تزوج من مصر وله أربعة أبناء «أحمد - وسام - يامن - أدهم».

## وفاته
توفي في المكلا سنة 2002م.

## المصدر
أعتمد المحرر في تحريره هذا المقال على اقتباس بعض المعلومات من مقالة عن الصحفي والمحلل السياسي حمزة السقاف في موسوعة ويكيبيديا، بالإضافة إلى مقابلة شخصية معه.